# Bursting at the Seams
Bursting at the Seams je studiové album anglické skupiny Strawbs.

## Seznam stop
1. "Flying" (Dave Cousins) – 4:49
2. "Lady Fuschia" (Richard Hudson, John Ford) – 3:59
3. "Stormy Down" (Cousins) – 2:45
4. "Down by the Sea" (Cousins) – 6:17
5. "The River" (Cousins) – 2:21
6. "Part of the Union" (Hudson, Ford) – 2:54
7. "Tears and Pavan" – 6:35
  - "Tears" (Cousins)
  - "Pavan" (Cousins, Hudson, Ford)
8. "The Winter and the Summer" (Dave Lambert) – 4:07
9. "Lay Down" (Cousins) – 4:31
10. "Thank You" (Blue Weaver, Cousins) – 2:11
  - Remasterované CD z roku 1998 obsahuje následující bonusy:
11. "Will You Go" (Tradicionál)
12. "Backside" (Cousins, Hudson, Ford, Lambert, Weaver)
13. "Lay Down" (Single version) (Cousins)

## Obsazení
- Dave Cousins – sólový zpěv, sborový zpěv, akustická kytara, elektrická kytara, banjo
- Dave Lambert – sólový zpěv, sborový zpěv, akustická kytara, elektrická kytara
- Blue Weaver – varhany, piáno, harmonium, mellotron, clavioline
- John Ford – sólový zpěv, sborový zpěv, akustická kytara, baskytara
- Richard Hudson – sborový zpěv, bicí, sitár

Nahráno ve studiu Sound Techniques, Manor a Morgan Studios

## Historie vydání
| Region             | Datum | Značka                | Formát                              | Katalogové číslo |
| ------------------ | ----- | --------------------- | ----------------------------------- | ---------------- |
| Spojené království | 1973  | A&M                   | stereo LP                           | AMLH 68144       |
| Spojené státy      | 1973  | A&M                   | stereo LP                           | SP 4383          |
| Německo, Itálie    | 1973  | A&M                   | stereo LP                           | A&M 86 658       |
| Dánsko             | 1973  | Sonet/Dansk Grammafon | stereo LP                           | SLPS 1544        |
| Spojené království | 1973  | A&M                   | kompaktní kazeta                    | ZCAM 68144       |
| Spojené státy      |       | A&M                   | CD                                  | 394383-2         |
| Celosvětově        | 1998  | A&M                   | remasterované CD (3 bonusové stopy) | 540 936-2        |
| Japonsko           | 2002  | A&M                   | remasterované CD (3 bonusové stopy) | UICY-9215        |